# Richard Socrier
Edward Socrier, dit Richard Socrier né le 28 mars 1979 à Paris XIVe, est un footballeur français, international guadeloupéen. Il joue au poste d'attaquant.

## Biographie

### Formation et débuts en amateur
Richard Socrier naît dans le 14e arrondissement d'une mère martiniquaise et d'un père guadeloupéen. Il commence le football à Charenton-le-Pont dans le Val-de-Marne avant de rejoindre les équipes de jeunes du Paris FC en moins de 17 ans.
Ne parvenant pas à se faire une place au Paris FC, il rebondit au FC Bourg-Péronnas en CFA pour la saison 1999-2000. Lors de sa seconde saison, il joue 32 matchs et inscrit huit buts et attire l'attention du Stade lavallois qui évolue en Division 2. Il y signe sous contrat amateur.

### Carrière professionnelle
Après des débuts difficiles au Stade lavallois, à 24 ans, il relance sa carrière en partant jouer à l'AS Cherbourg qui évolue en National. Il réalise une remarquable saison en marquant seize buts et se fait remarquer par des clubs plus huppés. Finalement il part pour jouer en L1 à Metz où il a des difficultés à s'imposer comme titulaire. La saison suivante, il réalise une saison pleine à La Berrichonne de Châteauroux en Ligue 2, avant de signer Stade brestois, où il reste quatre saisons.
En juin 2010, il rejoint l'AC Ajaccio (Ligue 2) pour deux saisons après quatre années passées en Bretagne. En mars 2011 il est nommé pour le trophée UNFP du joueur du mois. Il participe à la montée en Ligue 1 en 2011. En juin 2012, en fin de contrat, il quitte le club corse. Le 13 juillet 2012, il rejoint Angers SCO pour deux saisons.
Le 4 août 2014, Richard Socrier signe au Paris FC, club par lequel il est passé en moins de 17 ans. Sa première saison en National est correcte, il contribue à la montée et se voit prolongé en fin de saison. Sa deuxième saison, en Ligue 2, est de moins bonne facture. Profitant des blessures des autres attaquants, il joue vingt matches en championnat mais finit par se voir préférer des attaquants de l'équipe réserve (CFA2), puis est sorti du groupe en février 2016.
Il joue une dernière saison à Poissy en National 2 avant de raccrocher les crampons en 2018, à 39 ans.

### Parcours en sélection
Socrier a participé à la Gold Cup 2007 avec l'équipe de la Guadeloupe, éliminée en demi-finale face au Mexique 1-0, jouant cinq matchs et marquant un but.

### Reconversion
Il obtient un DUGOS (diplôme universitaire gestionnaire des organisations sportives) en 2017. En 2019 il ouvre un escape game à Toulouse, avec son ancien coéquipier Jawad El-Hajri.
D'octobre 2017 à août 2021 il est membre du Variétés Club de France, avec lequel il totalise seize buts.

## Statistiques
| Saison                | Club                  | Championnat           | Championnat | Championnat | Coupe nationale | Coupe nationale | Coupe de la Ligue | Coupe de la Ligue | Guadeloupe | Guadeloupe | Total | Total |
| Saison                | Club                  | Division              | M.          | B.          | M.              | B.              | M.                | B.                | M.         | B.         | M.    | B.    |
| 2000-2001             | FC Bourg-Péronnas     | CFA                   | 32          | 8           | -               | -               | -                 | -                 | -          | -          | 32    | 8     |
| 2001-2002             | Stade lavallois       | Division 2            | 1           | 0           | -               | -               | -                 | -                 | -          | -          | 1     | 0     |
| 2002-2003             | Stade lavallois       | Ligue 2               | 6           | 0           | 1               | 0               | 1                 | 1                 | -          | -          | 8     | 1     |
| 2003-2004             | AS Cherbourg          | National              | 34          | 16          | -               | -               | -                 | -                 | -          | -          | 34    | 16    |
| 2004-2005             | FC Metz               | Ligue 1               | 23          | 2           | 1               | 0               | 1                 | 0                 | -          | -          | 25    | 2     |
| 2005-2006             | LB Châteauroux        | Ligue 2               | 34          | 8           | 2               | 0               | 1                 | 0                 | -          | -          | 37    | 8     |
| 2006-2007             | Stade brestois 29     | Ligue 2               | 31          | 11          | -               | -               | -                 | -                 | 5          | 1          | 36    | 12    |
| 2007-2008             | Stade brestois 29     | Ligue 2               | 28          | 5           | 3               | 3               | -                 | -                 | -          | -          | 31    | 8     |
| 2008-2009             | Stade brestois 29     | Ligue 2               | 32          | 12          | 2               | 0               | 1                 | 0                 | -          | -          | 35    | 12    |
| 2009-2010             | Stade brestois 29     | Ligue 2               | 30          | 6           | 5               | 3               | 1                 | 0                 | -          | -          | 36    | 9     |
| 2010-2011             | AC Ajaccio            | Ligue 2               | 34          | 12          | 1               | 0               | 3                 | 1                 | 3          | 0          | 41    | 13    |
| 2011-2012             | AC Ajaccio            | Ligue 1               | 22          | 2           | 1               | 1               | 1                 | 0                 | -          | -          | 24    | 3     |
| 2012-2013             | Angers SCO            | Ligue 2               | 15          | 1           | -               | -               | 1                 | 1                 | -          | -          | 16    | 2     |
| 2013-2014             | Angers SCO            | Ligue 2               | 30          | 4           | 5               | 1               | 1                 | 0                 | -          | -          | 36    | 5     |
| 2014-2015             | Paris FC              | National              | 29          | 13          | 2               | 0               | -                 | -                 | -          | -          | 31    | 13    |
| 2015-2016             | Paris FC              | Ligue 2               | 20          | 1           | 2               | 0               | 1                 | 0                 | -          | -          | 23    | 1     |
| Total sur la carrière | Total sur la carrière | Total sur la carrière | 401         | 101         | 25              | 8               | 12                | 3                 | 8          | 1          | 446   | 113   |

## Palmarès
- Demi-finaliste de la Gold Cup avec la Guadeloupe en 2007
- Vice-champion de Ligue 2 avec Brest en 2010
- Vice-champion de Ligue 2 avec Ajaccio en 2011
- Vice-champion de National avec le Paris FC en 2015